# Mike Eruzione
Michael Anthony (Mike) Eruzione (Winthrop (Massachusetts), 25 oktober 1954) is een Amerikaans ijshockeyer. Eruzione was aanvoerder van de Amerikaanse ploeg die tijdens de Olympische Winterspelen 1980 in eigen land de gouden medaille won. Eruzione maakte in de wedstrijd tegen de Sovjet-Unie het beslissende doelpunt in de met 4-3 gewonnen wedstrijd. Hierna stopte hij als speler. Hij kwam als speler nooit verder dan de NCAA en de minor leagues. Later stond hij nog tussen de bank als coach in de ECHL en NCAA, voor Boston University waar hij zelf ook heeft gespeeld.